# 裒主

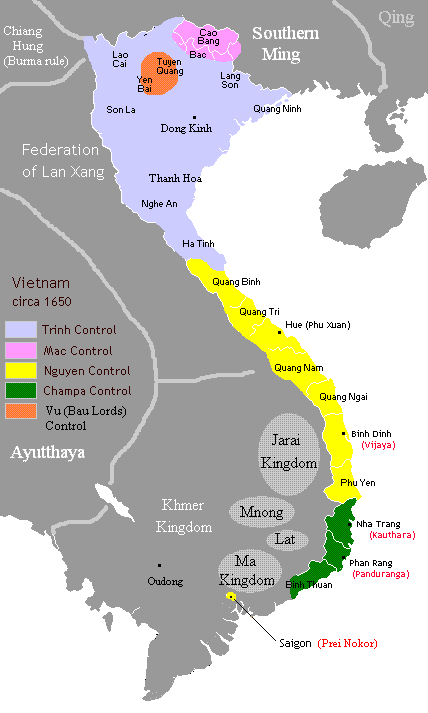
鄭阮紛爭期間的裒主控制區域（橙色）

裒主（越南语：／；1527年—1689年）是越南南北朝和鄭阮紛爭期間的割據勢力之一，由武氏家族掌政，歷六代領袖。武氏家族參與後黎朝反莫的戰事，世代鎮守宣光地方，並於該地擁有世襲地位。武氏家族當政者因在宣光牧物州大同社（又作大同屯）的邱裒起家，故稱為「主裒」，亦即「裒主」。

## 兴起
武氏家族的崛起情況，據其領袖人物之一的武文淵所自述，其家世是「祖父迭荷國恩，兄弟席承家蔭」，屬於後黎朝的官僚世家。其他越南典籍則另有說法，在高伯适《敏軒說類》裡指出，武文淵是海陽嘉祿縣巴東社人，與弟武文密俱有才勇，二人避居宣光，往依大同社邱裒地區豪強，武文密娶土豪之女，其後糾集黨與，殺當地土酋，遂自稱「都將」，據地稱雄。
其後武氏得以長期盤踞宣光，與十六世紀時越南政局動盪，出現南北分裂有關。1527年，莫登庸奪取後黎朝帝位，身為黎室舊臣的武文淵，「以登庸之亂，出據宣光」，擁兵萬人，意圖打擊莫氏朝廷，並於1537年向中國明朝求助，希望明兵南下，自己便「率弟侄武子陵等屯石瀧關以從，因號召國中義士，登庸可破也」，最終達到其「正名分之乖違」的目的。
武氏效忠故主的舉動，得到後黎朝廷的認同。據越南史籍所載，武氏的領導人物武文密，在後黎朝廷偏安清化期間「率兵從義，累有功勞，先朝仍鎮宣光地方，許以世守傳襲」，稱號為「宣光安北（一作安西）營嘉國公武文密」。武文密的兒子武公紀繼承職位後，稱「太傅仁郡公」，並跟父親一樣，「並能繼承先志，恪修臣職」。後來更獲黎廷授以「右相」的官銜。在對莫戰事上，武氏亦曾立下不少汗馬功勞，如1551年時，後黎朝大臣鄭檢策動攻莫，武文密亦有參與，更一度「進迫京師（昇龍）。莫福源奔金城（在今越南海陽省金城縣）」；1578年農曆十月，莫軍攻打武氏的根據地宣光、興化等地，武公紀便「縱兵大戰，莫兵敗績而還」。
傳至武德恭時，原本仍對後黎朝表示恭順。1593年農曆三月，時為後黎朝滅莫朝後的不久，武德恭便「率本部兵三千，赴京首服，歸順朝廷，獻金銀寶物十盤、代身銀人一座、銀花瓶二件、銀香爐一捧、銀鶴一雙、良馬三十匹」，來到掌權者鄭松的營門拜見。朝廷便晉升武德恭為「北軍都督府右都督太保和郡公，號為安北營」。直至此時，宣光武氏與後黎朝廷的關係未見異樣。

## 反抗黎室
據史籍《大越史記全書·本紀續編·黎紀·世宗毅皇帝》所載，武德恭於1593年農曆十月，得鄭松同意下回到大同繼續鎮守。但不久，1594年農曆二月，武德恭「自回鎮後，陰懷二心」，與寇賊美壽勾結，暗中派人侵擾山西、源頭、青波、夏華等地，又遷徙東蘭、西蘭居民入住大同，開始與黎室生寡。後黎朝廷隨即派兵討伐，在該年農曆十月，武德恭更一度出逃，不敢抵抗。農曆十二月，命人向朝廷進獻金銀寶物馬匹，又親自入朝服罪求饒，暫時化解危機。然而武德恭很快便故態復萌。1599年，武德恭自稱「隆平王」，派軍侵擾太原白通州，收取當地的銀場稅，結果再度被後黎朝廷出兵擊敗。
武氏雖已公然反黎，但仍獲許在宣光鎮世襲管治。傳至武公悳，稱少傅宗郡公，其舉動更變本加厲，「恃其山川險遠，陰蓄不臣之心，僭稱王爵，偽立朝班」，又勾結莫氏餘黨，但後黎朝廷仍顧念他是「勳臣之後」（其先世曾參與後黎朝的中興事業），所以「未忍問罪」。至1669年農曆九月，武公悳被人所殺，後黎朝廷認為武氏「雖失臣節，然念彼祖父有大勳勞，義不可絕」，便立武公悳子武公俊為後繼人，官銜為「都督僉事」，賜爵「寬郡公」，繼續鎮守宣光鎮地區。
1672年農曆六月，當時身處昇龍的武公俊，乘著後黎嘉宗與重臣鄭根一起南征阮主時，逃回宣光興兵造反，攻掠附近州民，引起「一方為之騷動」。 

## 覆灭
阳德元年（1672）六月，武公俊逃回宣光，纠集党羽起兵。郑祚第六子、郑根之弟，少傅奠郡公郑楃当时留守京城，得知武公俊起兵后，立即派兵追杀。武公俊为郑军所败，逃入云南境内，依附于牛羊里的侬姓土官。此后，武功俊蛰伏于边境，自稱「小交岡王」，时常與莫氏餘黨勾結。
1685年及1686年劫掠越北邊境的宣興一帶，後黎朝廷派兵征討，仍未能殲滅。最終，1689年農曆六月，後黎朝將領向雲南官員進行疏通後，雲貴總督范承勛清查開化、廣南 、臨安三地，將合共一百二十餘人交給越方，武公俊被執，獲誅，其黨羽亦解散。至1699年，後黎朝廷成功平服了侵擾宣光、保樂地區的岑池鳯，當地的動亂才告一段落。

## 歷任領袖
「裒主」武氏傳世將近二百年，歷任領袖如下：
| 稱號   | 姓名   | 在位時間       |
| ------ | ------ | -------------- |
| 慶陽侯 | 武文淵 | 1527年－1557年 |
| 嘉國公 | 武文密 | 1557年－1571年 |
| 仁郡公 | 武公紀 | 1571年－1590年 |
| 和郡公 | 武德恭 | 1590年－1600年 |
| 宗郡公 | 武公悳 | 1600年－1669年 |
| 寬郡公 | 武公俊 | 1669年－1689年 |

※以上各項，參見《明實錄·世宗實錄》卷二百零四、嚴從簡《殊域周咨錄》卷之六《安南》、《大越史記全書·本紀續編》、《大越史記全書·越史續編》、潘清簡等《欽定越史通鑑綱目》正編卷之二十八至三十四等中越兩國典籍。